# Maxine Paetro
Maxine Paetro (Miami, 19 aprile 1946) è una scrittrice e dirigente d'azienda statunitense, che ha pubblicato fin dal 1979. La Paetro ha collaborato con l'autore James Patterson alla serie di romanzi Le donne del club omicidi e ai romanzi indipendenti.

## Biografia
Laureata alla Jacksonville University in Studi generali, dal 1975 al 1987 la Paetro è stato reclutatore e direttore del dipartimento creativo presso diverse grandi agenzie pubblicitarie di New York City. Nel 1979, Paetro ha pubblicato il suo primo libro, Come mettere insieme il tuo libro e ottenere un lavoro nella pubblicità, che ha ricevuto la sua quarta revisione nell'agosto 2010. Questo lavoro di saggistica è stato descritto come "la bibbia del settore pubblicitario e la migliore guida per addetti ai lavori per entrare e farsi notare".
Tra il 1986 e il 1992, ha pubblicato tre romanzi: Manshare, Baby Dreams e Windfall. Nel 1993, ha collaborato con Dodd Darin per scrivere la biografia Dream Lovers: The Magnificent Shattered Lives of Bobby Darin e Sandra Dee.
Nel 2005, ha iniziato la prima di oltre una dozzina di collaborazioni con l'autore più venduto James Patterson, co-autore del 4 luglio per la serie Le donne del club omicidi. In un'intervista Paetro spiega che lei e Patterson (che avevano anche lavorato nella pubblicità prima di diventare una scrittrice a tempo pieno) si conoscevano dagli anni '70. Secondo il quotidiano britannico The Sunday Times, di autori con il maggior numero di titoli al primo posto nella classifica dei bestseller del Sunday Times negli ultimi quarant'anni, è al 16º posto con undici titoli separati nella posizione 1.
Il suo giardino, Broccoli Hall, è stato presentato su riviste nazionali tra cui House &amp; Garden, Victoria, Country Garden e Country Homes. Broccoli Hall partecipa al programma Open Days Garden Conservancy.
Nel 2008, Paetro ha iniziato un progetto per perfezionare e sviluppare una varietà unica di koi conosciuta come Ki Shusui. Il progetto ha sviluppato un seguito di culto e continua ancora oggi. Le sue imprese possono essere seguite su Koiphen, la più grande tavola per appassionati di koi.
Paetro è sposato con John A. Duffy, ex dirigente di cauzioni, ora fondatore e CEO della società di consulenza Manhattan Bridge, LLC.

## Opere
- Come mettere insieme il tuo libro e ottenere un lavoro nella pubblicità (1979, saggistica)
- Manshare (1986)
- Baby Dreams (1989)
- Windfall (1992, ISBN 978-0450565380)
- Dream Lovers: The Magnificent Shattered Lives of Bobby Darin e Sandra Dee (1993, con Dodd Darin)
- Swimsuit (2009, con James Patterson)
- Donna di Dio (2016, ISBN 978-0-31627-402-9, con James Patterson)

### Le donne del club omicidi
Quattro amici di San Francisco - un detective, un procuratore distrettuale, un medico legale e un reporter del crimine - uniscono le forze per risolvere i misteri. Paetro è stato coautore di questi libri con James Patterson a partire dal quarto libro della serie. Tutti sono i bestseller n. 1 del New York Times.
- Le donne del club omicidi (2005, ISBN 0-316-71060-1, con James Patterson)
- Qualcuno morirà (2006, ISBN 0-316-15977-8, con James Patterson)
- Il sesto colpo (2007, ISBN 0-316-01479-6, con James Patterson)
- Il settimo inferno (2008, ISBN 0-316-01770-1, con James Patterson)
- L'ottava confessione (2009, ISBN 978-1-84605-258-3, con James Patterson)
- Senza appello (2010, ISBN 978-0-316-03627-6, con James Patterson)
- La cerimonia (2011, ISBN 978-0-316-03626-9, con James Patterson)
- L'undicesima ora (2012, ISBN 978-1-84605-791-5 , con James Patterson)
- Le testimoni del club omicidi (2013, ISBN 978-0-09957-426-2, con James Patterson)
- La tredicesima vittima (2014, ISBN 978-0-316-21129-1, con James Patterson)
- Peccato mortale (2015, ISBN 978-0-316-40702-1, con James Patterson)
- Tradimento finale (2016, ISBN 978-0-316-40707-6, con James Patterson)
- La seduzione del male (2017, ISBN 978-1-538-74441-3, con James Patterson)
- L'ultimo sospettato (2018, ISBN 978-0-316-27404-3, con James Patterson)

### Jack Morgan
- Private (2010, ISBN 978-0-316-09623-2, con James Patterson)
- Il sospettato (2012, ISBN 978-0-316-19631-4, con James Patterson)
- Private Vegas (2015, ISBN 978-0-316-21113-0, con James Patterson)

La protagonista della serie Confessions è di circa 16 anni, Tandoori Angel. Vive nell'Upper West Side di New York City nel famoso Dakota. Nel primo libro, cerca di risolvere il doppio omicidio dei suoi genitori, mentre affronta scoperte scioccanti sulla sua famiglia e sulla loro compagnia, Angel Pharma. Nel secondo libro, cerca di trovare il suo amore perduto, James Rampling, e mentre i suoi ricordi di lui diventano sempre più chiari, si avvicina di più a trovarlo.
- Confessions of a Murder Suspect (2012, ISBN 978-0-316-20698-3, con James Patterson)
- Confessions: The Private School Murders (2013, ISBN 978-0-316-20765-2, con James Patterson)
- Confessions: The Paris Mysteries (2014, ISBN 978-0-316-37084-4, con James Patterson)
- Confessions: The Murder of an Angel (2015, ISBN 978-0-316-30102-2, con James Patterson)